# Рошія-Ноуе
Рошія-Ноуе (рум. Roșia Nouă) — село у повіті Арад в Румунії. Входить до складу комуни Петріш.
Село розташоване на відстані 344 км на північний захід від Бухареста, 83 км на схід від Арада, 118 км на південний захід від Клуж-Напоки, 98 км на північний схід від Тімішоари.

## Населення
За даними перепису населення 2002 року у селі проживали 369 осіб, з них 368 осіб (99,7%) румунів. Рідною мовою 368 осіб (99,7%) назвали румунську.